# SF3B6
SF3B6 (англ. Splicing factor 3b subunit 6) – білок, який кодується однойменним геном, розташованим у людей на короткому плечі 2-ї хромосоми.  Довжина поліпептидного ланцюга білка становить 125 амінокислот, а молекулярна маса — 14 585.
| 10         |  | 20         |  | 30         |  | 40         |  | 50         |
| ---------- |  | ---------- |  | ---------- |  | ---------- |  | ---------- |
| MAMQAAKRAN |  | IRLPPEVNRI |  | LYIRNLPYKI |  | TAEEMYDIFG |  | KYGPIRQIRV |
| GNTPETRGTA |  | YVVYEDIFDA |  | KNACDHLSGF |  | NVCNRYLVVL |  | YYNANRAFQK |
| MDTKKKEEQL |  | KLLKEKYGIN |  | TDPPK      |  |            |  |            |

A: Аланін

C: Цистеїн

D: Аспарагінова кислота

E: Глутамінова кислота

F: Фенілаланін

G: Гліцин

H: Гістидин

I: Ізолейцин

K: Лізин

L: Лейцин

M: Метіонін

N: Аспарагін

P: Пролін

Q: Глутамін

R: Аргінін

S: Серин

T: Треонін

V: Валін

Задіяний у таких біологічних процесах як процесінг мРНК, сплайсінг мРНК, ацетиляція. 
Білок має сайт для зв'язування з РНК. 
Локалізований у ядрі.